# His Hero Is Gone
His Hero Is Gone est un groupe de hardcore-crust américain, originaire de Memphis, Tennessee. Le groupe se forme en 1995 et se sépare en 1999 après un dernier concert à Memphis. Il officie dans un style crust punk, teinté de metal et de grindcore.

## Biographie
Formé en 1995 à Memphis (Tennessee) par des membres des groupes Copout, Man With Gun Lives Here et FaceDown, His Hero Is Gone se sépare en 1999 après trois albums, deux EP, et de nombreuses tournées aux États-Unis, en Europe et au Japon.  
Les textes du groupe abordent des thèmes chers à la mouvance anarcho-punk (antiautoritarisme, anticonsumérisme, critique de l'individualisme et du conformisme contemporain, etc.). Fidèles à leurs principes do-it-yourself et anticapiltalistes, leurs productions sont autoproduites ou publiées par de petits labels indépendants, parfois sans la moindre publicité. 
Malgré cela, l'influence du groupe sur la scène punk hardcore est considérable et il est aujourd'hui reconnu comme l'un des plus importants du genre.  
La composition initiale du groupe est à l'origine d'une démo (Medicine), du premier album (Fifteen Counts of Arson,) ainsi que d'un EP, intitulé The Dead of Night In Eight Movements. En 1997, Pat Davis quitte le groupe et est remplacé par Yannick Lorrain. Sous cette forme, His Hero Is Gone publie son deuxième album studio, Monuments to Thieves,, puis un nouvel EP (Fool's Gold), ainsi qu'un split avec l'ancien groupe canadien de Yannick Lorrain, Union of Uranus, avant de livrer son troisième et dernier album, en 1998 (The Plot Sickens: Enslavement Redefined).
Après la séparation de His Hero Is Gone, les frères Burdette et Yannick Lorrain forment le groupe de punk hardcore Tragedy, au son d-beat plus classique, mais qui s'avèrera tout aussi influent. De son côté, Carl Auge poursuit son chemin en Californie dans le monde des arts et de la peinture en particulier, sans délaisser complètement la musique (voir Dimlaia).

## Membres

### Derniers membres
- Todd Burdette - guitare, chant (Tragedy, Nightfell, Severed Head of State, Deathreat, WarCry, ex-Copout, ex-Call the Police)
- Yannick Lorrain - guitare (Tragedy, ex-Union of Uranus)
- Carl Auge - basse, chant (Dimlaia, Drain the Sky, ex-Man With Gun Lives Here)
- Paul Burdette - batterie (Tragedy, Deathreat, ex-Criminal Damage, ex-Call the Police)

### Ancien membre
- Pat Davis - guitare, chant

## Discographie

### EP
- 1996 : The Dead of Night in Eight Movements 7" (Prank Records)
- 1997 : split 12" avec Union of Uranus (The Great American Steak Religion)
- 1998 : Fool's Gold 7" (The Great American Steak Religion, pressage européen chez Coalition Records)

### Démo
- 1995 : Medicine (Team Murder U.S.A., Partners In Crime Records)

### Participations
- 1997 : Skinfeast, sur la compilationComplacency (Tuttle Records)
- 1998 : Disinformation Age, sur la compilation Cry of Soul (Crow Records)
- 1998 : T-Minus Zero, sur l'album Fiesta Comes Alive (Slap A Ham)